# Chirbat Adnan
Chirbat Adnan (arab. خربة عدنان) – wieś w Syrii, w muhafazie Al-Hasaka. W 2004 roku liczyła 18 mieszkańców.